# Флаинг Фиш Коув
Флаинг Фиш Коув (на английски: Flying Fish Cove), често наричан само Селището (на английски: The Settlement) е главен град на Коледния остров, отвъдморска територия на Австралия в Индийския океан.
Населението на града наброява 1596 души (2016 г.).
Градът се намира в североизточната част на острова. Има пристанище, използвано най-вече от туристически яхти.
На няколко километра югоизточно от Флаинг Фиш Коув има и летище. Малкият залив, в който е разположен градът, предлага и различни възможности за гмуркане.
Градът е основан през 1888 г. като първо британско селище на острова.